# Marsik
Marsik (kappa Herculis) is een schijnbare dubbelster met spectraalklasse G7III en  K0IV in het sterrenbeeld Hercules. De afstand van kappa Hercules A is 394 lichtjaar; kappa Hercules B staat 22 lichtjaar verder weg. 
De ster staat ook bekend als Marfik, en Marfak.